# Phaenocarpa aciculata
Phaenocarpa aciculata är en stekelart som först beskrevs av Léon Abel Provancher 1886.  Phaenocarpa aciculata ingår i släktet Phaenocarpa och familjen bracksteklar. Inga underarter finns listade i Catalogue of Life.